# Jeromegambiet
Het Jeromegambiet is in de opening van een schaakpartij een variant van de Italiaanse opening.
De beginzetten zijn: 1.e4 e5 2.Pf3 Pc6 3.Lc4 Lc5 5.Lxf7 code C 50 en het gambiet is ingedeeld bij de open spelen.
Het gambiet staat als dubieus bekend. Wit offert een stuk zodat zwart niet meer kan rokeren, maar als zwart het goed speelt, is er niet veel aan de hand.
Een onbekende schaker heeft deze variant eens tegen Joseph Blackburne gespeeld. De partij verliep als volgt: 1.e4 e5 2.Pf3 Pc6 3.Lc4 Lc5 4.Lxf7 Kxf7 5.Pxe5 Pxe5 6.Dh5 g6 7.Dxe5 d6 8.Dxh8 Dh4 9.0-0 Pf6 10.c3 Pg4 11.h3 Lxf2 12.Kh1 Lf5 13.Da8 Dh3 14.gh Le4 mat.